# Beregond
Pour les articles homonymes, voir Beregond pour l'Intendant du Gondor.
Beregond, fils de Baranor, est un personnage secondaire du roman Le Seigneur des anneaux de J. R. R. Tolkien.

## Histoire
(novembre 2011).
Beregond a deux fils, Bergil et Borlas.
C'est un homme pensif et calme. Il fut promu Garde de la Citadelle après des années de bons services sur les deux rives de l'Anduin parmi les Rôdeurs de l'Ithilien lors du Troisième Âge.
Noble et droit, il possède un sens de l'honneur accompli et de solides talents martiaux. Comme tous les Gardes de la Citadelle, Beregond est voué aux idéaux du Gondor, mais il n'est pas non plus un automate et peut remettre en question ses ordres s'ils contredisent ses valeurs.
Originellement assigné à la garde personnelle de Boromir aux premiers jours de son service dans la Tour Blanche, la loyauté de Beregond va davantage au cadet de Denethor, Faramir, qui lui a appris tout ce qu'il sait. Il sauva ce dernier de la folie de son père lors de la Bataille des Champs de Pelennor. Il dut pour cela se battre dans le tombeau des rois du Gondor avec l'aide de Pippin, puis de Gandalf. Ceci étant considéré comme un crime, le roi Elessar le punit en le renvoyant de ses fonctions de Garde de la Citadelle, mais pour remercier sa bravoure et loyauté envers Faramir, il est nommé à la compagnie Blanche, la Garde de Faramir ; il en sera le Capitaine et devra résider en Emyn Arnen.

## Adaptations
Beregond apparaît dans plusieurs adaptations du Seigneur des anneaux.
Il est présent dans l'adaptation radiophonique du Seigneur des anneaux de 1955-1956, doublé par Derek Prentice. Il est présent dans l'épisode 4 de la deuxième partie (1956), « The Siege of Gondor ».
Il apparaît également dans l'adaptation radiophonique américaine de 1979, dans l'épisode 18 « The Madness of Denethor », bien qu'aucun acteur ne soit crédité pour le rôle.
Dans l'adaptation radiophonique de 1981, Christopher Scott double le personnage, qui apparaît brièvement dans l'épisode « The Battle of Pelennor Fields ».
Beregond n'apparaît pas dans le film de Peter Jackson Le Seigneur des anneaux : Le Retour du roi (2003), son rôle étant rempli par Pippin et Gandalf. L'acteur Ian Hughes a cependant affirmé avoir été choisi pour ce rôle, mais que le nom de son personnage a été changé en « Irolas » à la post-production.
Games Workshop a édité une figurine de Beregond pour son jeu de bataille le Seigneur des anneaux.